# Wolf Creek (Utah)
Wolf Creek – jednostka osadnicza w Stanach Zjednoczonych, w stanie Utah, w hrabstwie Weber.